# 주기장

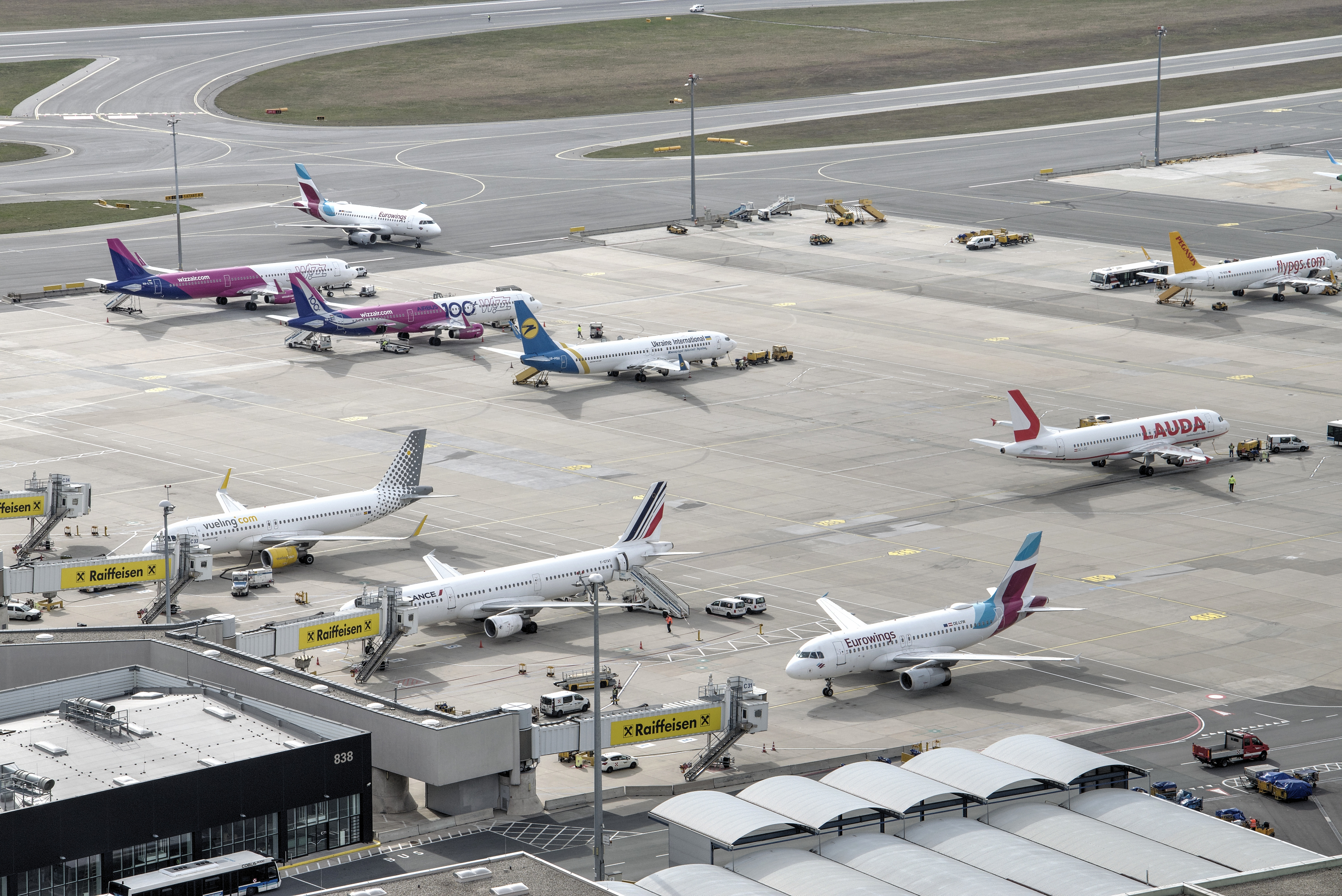
비엔나 국제공항의 주기장

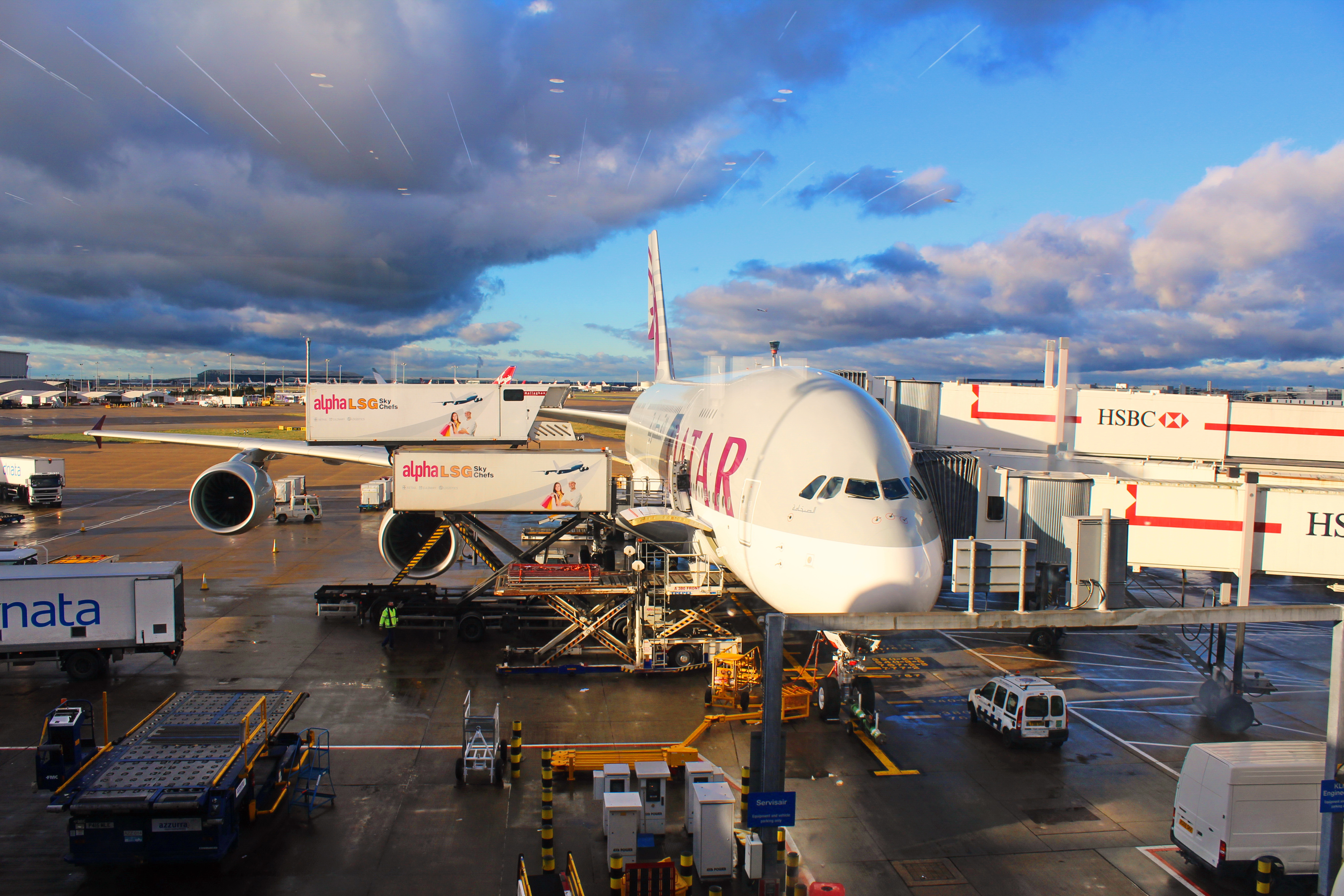
카타르 항공이 히스로 공항에 도착 후 주기장에서 대기하는 모습

주기장(駐機場) 또는 aircraft stand는 공항에서 비행기가 출발 후, 또는 착륙 후 활주로에서 항공기가 정지하는 장소이다.

## 같이 보기
- 주차장
- 주거장(주륜장)